# Indigofera corallinosperma
Indigofera corallinosperma är en ärtväxtart som beskrevs av Antonio Rocha da Torre. Indigofera corallinosperma ingår i släktet indigosläktet, och familjen ärtväxter. Inga underarter finns listade i Catalogue of Life.